# Élection partielle de 1954 en Guinée
Une élection partielle pour l'un des sièges de l'Assemblée nationale française en Guinée a eu lieu le 27 juin 1954. Le socialiste Yaciné Diallo, qui avait remporté l'un des trois sièges guinéens lors des élections à l'Assemblée nationale française de 1951, qui décédé en avril 1954, après quoi l'élection partielle a été déclenchée. L'élection a été remportée par Diawadou Barry, mais elle a également marqué l'ascension du Parti démocratique de Guinée (PDG) de Sékou Touré dans la vie politique guinéenne.

## Candidats
Trois principaux candidats ont participé à l'élection, Barry Diawadou, Sékou Touré et Ibrahima Barry (Barry III) de la démocratie socialiste de Guinée (DSG) nouvellement fondée. Barry Diawadou était soutenu par un comité de coordination des formations locales lors de la campagne électorale. Le comité de coordination sur la base d'un accord entre les Peuls du Fouta Djalon et une formations régionales de basse Guinée. Selon cet arrangement, les chefs peuls seraient en mesure de sélectionner le candidat au siège de l'Assemblée nationale française, tandis que les groupes de Basse-Guinée sélectionneraient les candidats au poste de sénateur du deuxième collège (Fodé Mamadou Touré) et de député de l'Union française (Karim Bangoura). Le candidat des chefs peuls est devenu Barry Diawadou, après que Diawadou ait reçu le soutien du chef spirituel Fouta Djalon almami Ibrahima Sory Dara. Diawadou lui-même était le fils de l'almami de Dabola.
Sékou Touré (plus tard président de la Guinée 1958-1984) était le candidat du PDG, la branche guinéenne du Rassemblement démocratique africain (RDA). Touré était un dirigeant syndical de premier plan.Touré et son parti étaient communément appelés syli (sousou pour « éléphant »), un nom donné pour symboliser la force,.

## Déroulement
L'élection a été entachée d'irrégularités. Le principe du secret du vote n'a pas été respecté. Dans de nombreux cas, les chefs locaux étaient chargés de distribuer les cartes de vote, chefs qui faisaient simultanément campagne pour Barry Diawadou (la loi électorale exigeait la formation de comités locaux avec des représentants de tous les partis pour la distribution des cartes de vote). À de nombreuses reprises, le bulletin de Barry Diawadou a été joint aux bulletins de vote. Dans les bureaux de vote, les représentants du PDG ont été chassés ou maltraités physiquement dans de nombreux endroits. Avec le départ des représentants du PDG, la fraude pouvait continuer sans limites. Les irrégularités étaient plus répandues au Fouta Djalon, le fief de Barry Diawadou.

## Résultats
| Candidat                             | Candidat                         | Parti                            | Voix    | %     |
| ------------------------------------ | -------------------------------- | -------------------------------- | ------- | ----- |
|                                      | Barry Diawadou                   | Independent                      | 145 497 | 57,2  |
|                                      | Ahmed Sékou Touré                | PDG-RDA                          | 85 808  | 33,69 |
|                                      | Barry III                        | DSG–SFIO                         | 7 985   | 3,3   |
|                                      | autres parties                   | autres parties                   |         | 6,06  |
| Total                                | Total                            | Total                            | 254 722 | 100   |
|                                      |                                  |                                  |         |       |
| Votes valides                        | Votes valides                    | Votes valides                    | 254 722 | 99,00 |
| Votes blancs et invalides            | Votes blancs et invalides        | Votes blancs et invalides        | 2 574   | 1,00  |
| Total des votes                      | Total des votes                  | Total des votes                  | 257 296 | 100   |
| Électeurs inscrits/participation     | Électeurs inscrits/participation | Électeurs inscrits/participation | 466 666 | 55.13 |
| source : Schmidt, Sternberger et al. |                                  |                                  |         |       |

Immédiatement après la proclamation des résultats officiels, le PDG crie au scandale et accuse l'administration française d'avoir fraudé pour assurer la victoire de Barry Diawadou. Dans les mois qui ont suivi le vote, le PDG plaçait ses espoirs dans la possibilité que l'Assemblée nationale française refuse de valider les résultats. Le parti a mené une campagne vigoureuse pour montrer sa force et des manifestations de masse ont eu lieu dans toute la Guinée pour dénoncer la fraude électorale. Les partisans du PDG ont composé diverses chansons, chantées lors des réunions publiques. Ils ont déclaré que le Syli avait été privé de sa victoire légitime et que Barry Diawadou était un faible. De plus, au congrès de la SFIO en juillet 1954, les actions du gouverneur français en Guinée sont condamnées. Le congrès de la SFIO a reproché au gouverneur d'avoir ouvertement soutenu la candidature de Diawadou, au mépris de la neutralité attendue de l'administration,,.
À la suite de l'élection, le comité qui avait soutenu la candidature de Barry Diawadou au tour du Bloc africain de Guinée (BAG) à la fin de 1954. Le 21 janvier 1955, un vote de validation a eu lieu à l'Assemblée nationale française concernant l'élection de 1954 en Guinée. La SFIO n'exprime plus d'opposition. De nombreux membres de l'assemblée de l'Union démocratique et socialiste de la Résistance (l'allié parlementaire du RDA) étaient absents au moment du vote. La validation a été adoptée à une large majorité ; seuls les membres de l'assemblée du Parti communiste français et du RDA ont voté contre la validation,. Après la validation, la situation s'est tendue en Basse Guinée. Lorsque le père de Barry Diawadou visite Conakry le 30 janvier 1955, des émeutes généralisées éclatent. Des incidents violents se sont également produits à Dubréka et Boffa. Ces affrontements se sont produits malgré les appels du PDG à ses partisans pour qu'ils restent calmes.